# A magyarság történelmét bemutató filmek listája
Átfogó művek:
- Magyar elsők (2003-2007): A magyar történelemben először előforduló eseményeket, intézményeket, személyeket bemutató sorozat.
- Magyar vándor (2004): A magyar történelmet időutazással átutazó hét vezér története.
- Hungarikum (2005-2006): A magyar történelmet és történelmi alakokat gúnyosan, groteszkül ábrázoló animációs sorozat.
- Magyarország története (televíziós sorozat). Nagy György 46 részes dokumentumfilm-sorozata, amelyet az MTV 163 napig forgatott.
- Magyar történelmi arcképcsarnok c. tévésorozat, amely történelmi személyiségeink portréit rajzolja meg 15 perces epizódokban. 
  - Szerkesztő: Csonka Erzsébet;
  - Rendezők: Erdőss Pál, Czigány Zoltán, Bakos Katalin, Csonka Erzsébet, ill. Kovács Béla;
  - Forgatókönyvírók: Rainer M. János, Csonka Erzsébet;
  - Operatőr: Kovács Béla;
  - Vágó: P. Kovács Gyula, Prim Ádám és Kovács Béla.
- Szózat – Magyar történelem (2015): 14 perces animációs kisfilm, mely a magyar történelem főbb eseményeit mutatja be.
- Tömény történelem (2016-2017): A Comedy Central által vetített sorozat, mely a magyar történelmet viccesen, parodisztikusan ábrázolja.
- Magyar nők (2022-): A magyar történelem nevezetes női alakjait bemutató sorozat.
- Cella – Letöltendő élet (2023): A sorozat 8 börtön történetet mesél el, különböző évekből.

## A magyar nép kialakulása, magyar őstörténet (896 előtt)
- A láthatatlan ember – Gárdonyi Géza (1983), TV-film
- Atilla, Isten kardja (1993), TV-film
- Ének a csodaszarvasról (2002), animációs film
- A csodaszarvas (2021), rövidfilm
- Attila, Isten ostora (2021), TV-film

## Honfoglalás, kalandozó hadjáratok és a fejedelemség kora (896–1000)
- Az a szép fényes nap (1981), TV-film
- Mondák a magyar történelemből (1986-1988), animációs sorozat
- Honfoglalás (1996), mozifilm
- Csataterek - Kalandozások, 899-970. YouTube (2016), animációs film
- A pozsonyi csata. YouTube (2020), animációs film

## Árpád-kor (1000–1300)
- Bánk bán (1914), némafilm, elveszett
- Pogányok (1936), mozifilm
- Isten rabjai (1942), mozifilm
- Bánk bán (1968), TV-film
- Bánk bán (1974), operafilm
- III. Béla (1974), TV-film
- A láthatatlan ember – Gárdonyi Géza (1983), TV-film, melyben részletekben bemutatják az Isten rabjai című regény egy-egy jelenetét
- István, a király (1984), rockopera
- Mondák a magyar történelemből (1986-1988), animációs sorozat
- Bánk bán (1987), TV-film
- Julianus barát (1991), TV-film
- István király (1992), TV-film
- István király (1993), operafilm
- Szent Gellért legendája (1994), TV-film
- Sacra Corona (2001), Szent László király kora
- Bánk bán (2002), operafilm
- Az Árpádok emlékezete (2014-2016), animációs sorozat: III. Béla király. YouTube, A keresztesek Magyarországon. YouTube
- Csataterek - Vértes, 1051. YouTube (2014), animációs film
- Csataterek - Zimony, 1167. YouTube (2014), animációs film
- Csataterek - Muhi csata, 1241. YouTube (2014), animációs film
- Csataterek - Morvamező, 1278. YouTube (2014), animációs film
- Aranybulla (2022), minisorozat
- Egyedül a Nagy Mongol Birodalom ellen. YouTube (2023), dokumentum-játékfilm

## A vegyesházi királyok kora (1300–1526)
- Szép Ilonka (1920), némafilm, elveszett
- Mit csinált felséged 3-tól 5-ig? (1964), mozifilm
- Mátyás király Debrecenben (1965), TV-film
- Ítélet (1970) (magyar-cseh-román koprodukcióban készült film a Dózsa-féle parasztlázadásról és leveréséről), mozifilm
- A kolozsvári bíró (1971), TV-film
- Itt járt Mátyás király 1-3 (1974) (tévésorozat)
- Magyar népmesék animációs sorozat (1977, 1979, 2011): Eb, aki a kanalát meg nem eszi. YouTube, A bíró okos lánya. YouTube, Mátyás király aranyszőrű báránya. YouTube
- Hunyadi László (1978), operafilm
- A világ közepe (1980), TV-film
- Apród voltam Mátyás udvarában (1981), TV-film
- A néma levente (1983), TV-film
- Tizenhat város tizenhat leánya (1983), TV-film
- Daliás idők (1984), animációs mozifilm
- Dózsa György (1984), TV-film
- Mátyás, az igazságos (1985) rajzfilmsorozat
- Mondák a magyar történelemből (1986-1988), animációs sorozat
- Czillei és a Hunyadiak (1988), TV-film
- Országalma (1998), mozifilm
- Mátyás, a sosem volt királyfi (2006), minisorozat
- Oda az igazság! (2010) (Jancsó Miklós filmje Mátyás király uralkodásának második feléről)
- 19 perces animáció a nándorfehérvári diadalról. YouTube (2014)
- Csataterek - Capua, 1374. YouTube (2014), animációs film
- Csataterek - Hosszú hadjárat, 1443. YouTube (2014), animációs film
- Csataterek - Szabács, 1476. YouTube (2014), animációs film
- Csataterek - Kenyérmező, 1479. YouTube (2014), animációs film
- Mátyás király utolsó éjszakája (2019), minisorozat
- Toldi (2021), animációs sorozat
- Toldi (2022), az animációs sorozatból készült mozifilm

## Mohácsi vész (1526.08.29.)
- Mohács (1996)
- A mohácsi vész (2004), mozifilm
- 22 perces animáció a mohácsi csatáról. YouTube (2011)

## Török hódoltság (1526–1686)
- Gül baba (1918), némafilm, elveszett
- Egri csillagok (1923), némafilm, elveszett
- Gül baba (1940)
- Gábor diák (1956)
- Az utolsó budai pasa (1964) tévéfilm
- A koppányi aga testamentuma (1967)
- Egri csillagok (1968)
- Szép magyar komédia (1970)
- György barát (1972)
- A törökfejes kopja (1973)
- Zrínyi (1973)
- Hajdúk (1974)
- Kiálts, város! (1978)
- A trombitás (1979)
- Szép história (1983)
- Gül baba (1986)
- A szigetvári vértanúk (1996) (Horváth Z. Gergely filmje Jókai Mór regénye alapján)
- Egri csillagok (2005)
- Álom hava (2016)
- Vadkanvadászat (2017), TV-film
- Zrínyi Miklós ravatala fölött (2020)
- Eger, 1552 (2022)
- Pest a török hódoltság idején. YouTube (2023)

## Erdélyi Fejedelemség (1570–1711)
- A beszélő köntös (1941)
- A beszélő köntös (1969)
- A fejedelem (1969)
- A trombitás (1979)
- Rab ember fiai (1979)
- A nagyenyedi két fűzfa (1979) (tévéfilm)
- Özvegy és leánya (1983)
- Erdély aranykora (1989)
- Tündérkert – Kísértések kora (2023)

## Rákóczi-szabadságharc (1703–1711)
- Rákóczi nótája (1943) (Daróczy József fekete-fehér filmje Dr. Bingert János produkciójában)
- Rákóczi hadnagya (1953)
- Kard és kocka (1959) (Fehér Imre filmje Remenyik Zsigmond regénye alapján)
- A Tenkes kapitánya (1963)
- A fekete város (1972), televíziós sorozat
- A fekete város (1972), a televíziós sorozatból készült két részes mozifilm
- Csínom Palkó (1973)
- A menekülő herceg (1973)
- A lőcsei fehér asszony (1976)
- Kiálts, város! (1978)
- A nagyenyedi két fűzfa (1979)
- Kard és kocka (1986) (Félix László filmje Remenyik Zsigmond regénye alapján)

## Az abszolutizmus és felvilágosodás kora (1711–1825)
- Az összeesküvők (1918), némafilm, elveszett
- Az aranyember (1919), némafilm
- Névtelen vár (1920), némafilm, elveszett
- Lúdas Matyi (1922), némafilm, elveszett
- Az aranyember (1936)
- Egy éjszaka Erdélyben (1941)
- Háry János (1941)
- Ludas Matyi (1949)
- Különös házasság (1951)
- Erkel (1952)
- A császár parancsára (1957)
- Az aranyember (1962)
- Rab Ráby (1964)
- Háry János (1965)
- A Cigánybáró (1969)
- Házasodj, Ausztria! (1970)
- Vivát, Benyovszky! (1973-1975)
- Kísértet Lublón (1976)
- Sakk, Kempelen úr! (1976)
- Császárlátogatás (1977)
- Lúdas Matyi (1977)
- Vizsgálat Martinovics Ignác szászvári apát és társainak ügyében (1980) (tévéfilm)
- A névtelen vár (1981)
- Háry János (1983)
- Szaffi (1984)
- Különös házasság (1984)
- Akli Miklós (1986)
- Az ördögmagiszter (1987)
- Az aranyember (2005)
- Mária Terézia (2017-2021)
- Hadik (2023)

## Reformkor (1825–1848)
- Egy magyar nábob (1915), némafilm, elveszett
- Liliomfi (1917), némafilm, elveszett
- Petőfi (1922), némafilm, elveszett
- Szegény gazdagok (1938)
- Semmelweis (1940) (André De Toth filmje Babay József regénye alapján)
- Futótűz (1943)
- Ördöglovas (1944)
- Déryné (1951)
- Semmelweis (1952) (Bán Frigyes filmje Dallos Sándor regénye alapján)
- Erkel (1952)
- Liliomfi (1954)
- Szegény gazdagok (1959)
- Egy magyar nábob (1966)
- Kárpáthy Zoltán (1966)
- Szerelmi álmok – Liszt (1970)
- Rózsa Sándor (1971)
- A lámpás (1972) (tévéfilm)
- És mégis mozog a föld (1973) (tévésorozat)
- A járvány (1975)
- Talpuk alatt fütyül a szél (1976)
- Petőfi (1977)
- Nárcisz és Psyiché (1980)
- Mint oldott kéve (1983) 7 részes tévésorozat az 1838 és 1857 közötti időszakban játszódik
- Széchenyi napjai (1985)
- Semmelweis Ignác – az anyák megmentője (1989)
- Sobri (2002), 6 részes tévésorozat
- Sobri – Betyárfilm (2002), a tévésorozatból készült 100 perces filmváltozat
- A Hídember (2002)
- Vadászat angolokra (2006)
- Vándorszínészek (2018)
- Láz (2019)
- Semmelweis (2023)

## 1848-49-es szabadságharc
- Petőfi (1922), némafilm, elveszett
- Föltámadott a tenger (1953)
- A kőszívű ember fiai (1965)
- Az ozorai példa (1974)
- Petőfi (sorozat) (1977)
- Az ünnepelt (1978)
- 80 huszár (1978)
- Fegyverletétel (1979)
- Névtelen hősök (1982)
- Mint oldott kéve (1983) 7 részes tévésorozat az 1838 és 1857 közötti időszakban játszódik
- A komáromi fiú (1987) (tévéfilm)
- 30 perces animáció az isaszegi csatáról. YouTube (2012)
- 14 perces animáció a piski csatáról. YouTube (2012)
- 11 perces animáció a pákozdi csatáról. YouTube (2012)
- Kossuthkifli (2015) (televíziós sorozat)
- Március 15. (2020)
- Most vagy soha! (2024)

## A szabadságharc utáni megtorlás (1849-1867)
- Fekete gyémántok (1917), némafilm, elveszett
- Az új földesúr (1935)
- Fekete gyémántok (1938)
- Szeptember végén (1942) (Zsabka Kálmán filmje Palásthy Géza és Sipos László forgatőkönyvéből)
- Ördöglovas (1944)
- Fáklyaláng (1963)
- A kőszívű ember fiai (1965)
- Tizennégy vértanú (1970)
- Szerelmi álmok – Liszt (1970)
- Széchenyi meggyilkoltatása (1971)
- Szeptember végén (1973) (Mészáros Márta filmje Mátis Lívia regénye alapján)
- Vacsora a hadiszálláson (1975)
- Fekete gyémántok (1976)
- Élve vagy halva (1979)
- A párbaj (1980)
- Klapka légió (1983)
- Mint oldott kéve (1983) 7 részes tévésorozat az 1838 és 1857 közötti időszakban játszódik
- Szirmok, virágok, koszorúk (1984)
- Lenkey tábornok (1985)
- Vadon (1988)
- Az új földesúr (1988)
- Szigorú idők (1988)
- Istennél a kegyelem! (1999)
- A Hídember (2002) (filmdráma Széchenyi István grófról)
- Stambuch – Júlia asszony titkos éjszakái (2005)
- Utolsó órák (2014)
- Szabadonczok (2017)
- Guerilla (2019)
- Bátrak földje (2020)
- Ítélet és kegyelem (2021)
- Magyar Golgota (2021)

## Kiegyezés és Osztrák–Magyar Monarchia (1867–1914)
- Szent Péter esernyője (1917), némafilm, elveszett
- A királyné huszárja (1935)
- A Noszty-fiú esete Tóth Marival (1937)
- Erzsébet királyné (1940) (Podmaniczky Félix fekete-fehér filmje)
- Úri muri (1949)
- Dollárpapa (1956)
- Szent Péter esernyője (1958)
- A Noszty-fiú esete Tóth Marival (1960)
- Katonazene (1961)
- Szegénylegények (1965)
- Kakuk Marci szerencséje (1966)
- Szerelmi álmok – Liszt (1970)
- Szeressétek Odor Emiliát! (1970)
- Segesvár (1974)
- Amerikai anzix (1975)
- A dunai hajós (1976)
- Fekete gyémántok (1976)
- A zöldköves gyűrű (1977)
- Rosszemberek (1979)
- Verzió (1979)
- Az angol királynő (1984)
- Redl ezredes (1985)
- Csinszka (1987)
- Az élet muzsikája (1988)
- Az új földesúr (1988) tévéfilm
- A trónörökös (1989) rendező: Szinetár Miklós
- Tutajosok (1989)
- A napfény íze (1999)
- Szekszárdi mise (2001)
- Szentek és bolondok (2002)
- Régimódi történet (2006)
- Megy a gőzös (2007)
- Molto pavane – Erkel és Mahler (2014)
- Félvilág (2015)
- A nagyszerelmű város (2015)
- Kincsem (2017)
- Napszállta (2018)
- Merénylet (2018)
- A maga természete szerint és szabadon (2022)

## Első világháború (1914–1918)
- Székelyvér (1921-1922) némafilm, elveszett
- Café Moszkva (1936)
- Két fogoly (1937)
- Pergőtűzben (1937)
- A gorodi fogoly (1940)
- Sarajevo (1940)
- Ének a búzamezőkről (1947)
- Bakaruhában (1957)
- Kis Samu Jóska (1957)
- Mire a levelek lehullanak (1978) tévéfilm
- Az élet muzsikája (1984)
- K.u.K szökevények (1985) lengyel-magyar koprodukciós kalandkomédia
- A fekete kolostor (1986)
- Margarétás dal (1989)
- Utrius (1993)
- A napfény íze (1999)
- Jadviga párnája (2000), mozifilm
- Szürke senkik (2016)
- Csak még egyszer előre (2016)
- Napszállta (2018)
- Post Mortem (2020)
- A maga természete szerint és szabadon (2022)

## Őszirózsás forradalom és Tanácsköztársaság (1918. október – 1919. április)
- Korabeli filmhíradók
- Imposztorok (1969)
- Kopjások (1974)
- Karancsfalvi szökevények (1976)
- Fábián Bálint találkozása Istennel (1980)
- A vörös grófnő (1988)
- A napfény íze (1999)
- Jadviga párnája (2000)
- Ezerkilencszáztizenkilenc (2020)
- Szétszakítva (2022)

## Magyarországi Tanácsköztársaság (1919 április – augusztus)
- A harminckilences dandár (1959)
- Déltől hajnalig (1965) a Tanácsköztársaság bukása előtti és utáni időszak
- Csend és kiáltás (1967)
- Csillagosok, katonák (1968)
- Bors (1969-1972)
- Égi bárány (1970)
- Fábián Bálint találkozása Istennel (1980)
- A napfény íze (1999)
- Jadviga párnája (2000)
- Szétszakítva (2022)

## Horthy-kor (1919 ősze – 1944 ősze)
- Uz Bence (1938)
- Magyar feltámadás (1938)
- Emberek a havason (1942)
- Talpalatnyi föld (1948)
- Rokonok (1954)
- Hannibál tanár úr (1956)
- Külvárosi legenda (1957)
- Csempészek (1958)
- Édes Anna (1958)
- Vasvirág (1958)
- Merénylet (1959)
- Puskák és galambok (1961)
- Déltől hajnalig (1965) A Tanácsköztárság bukása előtti és utáni időszak
- Tízezer nap (1967)
- Bors (1969-1972)
- A magyar Ugaron (1972)
- Egy óra múlva itt vagyok… (1971-1974)
- Régi idők focija (1973)
- Herkulesfürdői emlék (1976)
- Vörös rekviem (1976)
- Árvácska (1976)
- Indul a bakterház (1979)
- Fábián Bálint találkozása Istennel (1980)
- Viadukt (1982)
- Az élet muzsikája (1984)
- Édes Anna (1990)
- Ábel a rengetegben (1993)
- Ábel az országban (1994)
- Feltámadás Makucskán (1994)
- Ábel Amerikában (1994)
- A napfény íze (1999)
- Szomorú vasárnap (1999)
- Jadviga párnája (2000)
- Horthy, a kormányzó (2006)
- Rokonok (2006)
- Anyám és más futóbolondok a családból (2015)
- A hentes, a kurva és a félszemű (2017)
- Akik a hazára voksoltak – Sopron 1921 (2022)
- Béke – A nemzetek felett (2022)
- Szétszakítva (2022)
- Örök hűség (2022)

## Második világháború (1940–1945)
- Szárnyas dandár (1939), elveszett
- Európa nem válaszol (1941)
- Szabotázs (1942)
- Valahol Oroszországban (1942)
- A fehér vonat (1943)
- Magyar sasok (1943)
- Egy gép nem tér vissza (1944)
- Ez történt Budapesten (1944)
- Alázatosan jelentem (1960)
- Két félidő a pokolban (1961)
- Tízezer nap (1967)
- Egy szerelem három éjszakája (1967)
- Isten hozta, őrnagy úr! (1969)
- Bors (1969-1972)
- Voronyezs (1970)
- Harminckét nevem volt (1972)
- Az ember melegségre vágyik (1973)
- Dóra jelenti (1978)
- Magyarok (1978)
- Abigél (1979)
- Ideiglenes paradicsom (1981)
- Holtak hallgatása – Requiem egy hadseregért (1982)
- Abigél (1985) a tévésorozatból készült mozifilm
- Egy szerelem három éjszakája (1986)
- A másik ember (1988)
- A vád (1996) (Sára Sándor filmje Gion Nándor regénye alapján)
- A napfény íze (1999)
- Hamvadó cigarettavég (2001)
- Taxidermia (2006)
- Drága Elza! (2014)
- CURTIZ – A magyar, aki felforgatta Hollywoodot (2018)
- Elfelejtett nemzedék (2020)
- Természetes fény (2021)

### Nyilas hatalomátvétel
- Csak egy nap a világ (1944), elveszett
- Valahol Európában (1947)
- Fel a fejjel (1954)
- Budapesti tavasz (1955)
- A harangok Rómába mentek (1958)
- Alba Regia (1961)
- Honfoglalás I-II. (1963)
- Így jöttem (1965)
- A tizedes meg a többiek (1965)
- Apa (1966)
- Szerelmesfilm (1970)
- Bors (1969-1972)
- Kedd, szerda, csütörtök (1970)
- Tűzoltó utca 25. (1973)
- Az ötödik pecsét (1976)
- Ez a Józsi, ez a Józsi (1979)
- Októberi vasárnap (1979)
- Szabadíts meg a gonosztól (1979)
- Bizalom (1979)
- Jób lázadása (1983)
- A béke szigete (1983)
- Hány az óra, Vekker úr? (1985)
- Elysium (1986)
- Jó estét, Wallenberg úr (1990)
- Devictus Vincit (1994)
- A vád (1996)
- A napfény íze (1999)
- Szomorú vasárnap (1999)
- Könyörtelen idők (1991)
- Franciska vasárnapjai (1997)
- Egy nap története (2001)
- Sorstalanság (2005)
- Mindszenty – Szeretlek, Faust (2010)
- A Föld szeretője (2010)
- A nagy füzet (2013)
- Anyám és más futóbolondok a családból (2015)
- Saul fia (2015)
- Elfelejtett nemzedék (2020)
- Az Aranyvonat legendája (2022)
- Emberszag (2022)

## A II. világháború után (1945–48)
- Mezei próféta (1947)
- Ház a sziklák alatt (1959)
- Húsz óra (1965)
- Hideg napok (1966)
- Apa (1966)
- Tízezer nap (1967)
- Az idők kezdetén (1975)
- Napló gyermekeimnek (1984)
- Eldorádó (1988)
- A másik ember (1988)
- Franciska vasárnapjai (1997)
- Hajnali láz (2015)
- 1945 (2017)
- Apró mesék (2017)
- Örök tél (2018)
- Akik maradtak (2019)

## Rákosi-kor (1948–1956)
- Zöldár (1965)
- Húsz óra (1965)
- Apa (1966)
- Tízezer nap (1967)
- A tanú (1969)
- Szerelmesfilm (1970)
- Szerelem (1970)
- Sólyom a sasfészekben (1974)
- A ménesgazda (1978)
- Angi Vera (1979)
- Egymásra nézve (1982)
- Tegnapelőtt (1982)
- Te rongyos élet (1984)
- Glória (1984)
- Napló szerelmeimnek (1987)
- Soha, sehol, senkinek (1988)
- Eldorádó (1988)
- A biblia (1990)
- A gólyák mindig visszatérnek (1993)
- Devictus Vincit (1994)
- Szökés (1997)
- Franciska vasárnapjai (1997)
- 6:3 (1999)
- A napfény íze (1999)
- Csocsó, avagy éljen május elseje! (2001)
- A titkos háború (2001)
- Amerikai rapszódia (2001)
- Világszám! (2004)
- Budakeszi srácok (2006)
- Csendkút (2007)
- Ármány és szerelem Anno 1951 (2011)
- Isten szolgája, Sándor István (2013)
- Szabadság – Különjárat (2013)
- Anyám és más futóbolondok a családból (2015)
- Árulók (2017)
- Aurora Borealis – Északi fény (2017)
- Foglyok (2019)
- Akik maradtak (2019)
- Magyar Golgota (2021)
- Az énekesnő (2022)
- Elveszett idők – Történelmi apokrif (2022)

## 1956-os forradalom
- 1956 november (1959)
- Apa (1966)
- Tízezer nap (1967)
- Szerelmesfilm (1970)
- Megáll az idő (1982) (a film eleje 1956-ban játszódik)
- Szerencsés Dániel (1983)
- Szamárköhögés (1987)
- Eldorádó (1988)
- A másik ember (1988)
- Labdaálmok (1988)
- Magyar rekviem (1991)
- A gólyák mindig visszatérnek (1993)
- Az asszony (1995)
- Pannon töredék (1997)
- Szabadság tér 56 (1997)
- A napfény íze (1999)
- Telitalálat (2003)
- Szabadság, szerelem (2006)
- Budakeszi srácok (2006)
- Sziréna (2006)
- A nap utcai fiúk (2007)
- 56 villanás (2007)
- 56 csepp vér (2007)
- Csendkút (2007)
- Anyám és más futóbolondok a családból (2015)
- Nincs kegyelem (2016)
- Szabadság tér '56 (2016)
- Uchebnik (2016)
- A padlás (2017)
- Szabadok (2019)
- Legyetek szeretettel (2023)

Lásd: Az 1956-os forradalom a művészetekben#Film

## Kádár-korszak (1956–1989)
- Álmodozások kora (1965)
- Apa (1966)
- Tízezer nap (1967)
- Utószezon (1967)
- Szerelmesfilm (1970)
- Veri az ördög a feleségét (1977)
- Szerencsés Dániel (1982)
- Megáll az idő (1982)
- Egymásra nézve (1982)
- Valahol Magyarországon (1987)
- Szomszédok (1987-1999)
- Túsztörténet (1989)
- Napló apámnak, anyámnak (1990)
- Sose halunk meg (1992)
- A gólyák mindig visszatérnek (1993)
- Szamba (1996)
- Csinibaba (1997)
- Az asszony (Zsigmond Dezső és Erdélyi János filmje) (1996)
- A napfény íze (1999)
- A temetetlen halott (2004)
- Mansfeld (2006)
- Taxidermia (2006)
- Kolorádó Kid (2009)
- Kádár (2009)
- Made in Hungaria (2009)
- A vizsga (2011)
- A berni követ (2014)
- A martfűi rém (2016)
- Partizánok (2016)
- Trezor (2018)
- Drakulics elvtárs (2019)
- A feltaláló (2020)
- A martfűi rém (Az azonos című sorozat alapján készült 4 részes minisorozat.) (2020)
- Eltörölni Frankot (2021)
- A játszma (2022)
- A besúgó (2022)
- Legyetek szeretettel (2023)

## Rendszerváltás (1989–1990)
- Szomszédok (1987-1999)
- Csapd le csacsi! (1990)
- Édes Emma, drága Böbe (1992)
- Megint tanú (1994)
- Bolse vita (1996)
- A napfény íze (1999)
- Moszkva tér (2001)
- Bűn és büntetlenség (2010-ben készült dokumentumfilm Biszku Béláról)
- Drága besúgott barátaim (2012)

## A rendszerváltás után (1990–től)
- Szomszédok (1987-1999)
- A miskolci boniésklájd (2004)
- Elment az öszöd (2013)
- A Viszkis (2017)
- Elk*rtuk (2021)
- Blokád (2022)
- A király (2022-2023)

Lásd: Magyar filmek listája (1990-től)

## Külföldi filmek magyar vonatkozással
Angol nyelven
- The iron will (1916)
- That mother might live (1938)
- Sign of the Pagan (Attila, a hunok királya) (1954)
- Music Box (Zenedoboz) (1989)
- Impromptu (1991)
- The english patient (Az angol beteg) (1996)
- Princess Sissi (Sissi hercegnő) (1996-1997)
- Bathory (2000)
- Semmelweis (2001)
- Attila (Attila, Isten ostora) (2001)
- Stay Alive (Stay Alive – Ezt éld túl!) (2006)
- Heroes and villains (Harcosok) 2. epizód (2008)
- Bathory (Báthory – A legenda másik arca) (2008)
- The Countess (A grófnő) (2009)
- Walking with the Enemy (2014)
- Rise of Empires: Ottoman (Az Oszmán Birodalom felemelkedése) (2020-2022)

Arab nyelven
- Rise of Empires: Ottoman (Az Oszmán Birodalom felemelkedése) (2020-2022)

Görög nyelven
- Rise of Empires: Ottoman (Az Oszmán Birodalom felemelkedése) (2020-2022)

Német nyelven
- Die armen reichen (Szegény gazdagok) (1916)
- Ihr leibhusar (1938)
- Semmelweis – Retter der Mütter (1950)
- Sissi (Sissi – A magyarok királynéja) (1955)
- Sissi – Die junge Kaiserin (Sissi – Az ifjú császárné) (1956)
- Sissi – Schicksalsjahre einer Kaiserin Sissi (Sissi – Sorsdöntő évek) (1957)
- Arpad der Zigeuner/Arpad le tzigane 26 részes sorozat (1973-74)
- Husaren in Berlin (1971)
- Maria Theresia (1951)
- Die unfreiwilligen Reisen des Moritz August Benjowski négy részes tévésorozat (1974-75)
- Der Zigeunerbaron (1927); (1935); (1954); (1962); (1975) filmoperett
- Sankt Peters Regenschirm (Szent Péter esernyője) tévéfilm, (1970)
- Janosik. Prawdziwa historia (Janosik: Egy igaz történet) (2009)
- Sisi (2009)
- Maximilian (2017)
- Sisi (2021-)
- The Empress (A császárné) (2022-)

Orosz nyelven
- Высокое звание: Я – Шаповалов Т.П. (Lóháton, ágyútűzben) (1974)
- Солдаты свободы (A szabadság katonái) 4. rész (1977)
- Цыганский барон (1988), filmoperett
- Lady of Csejte (2015)

Olasz nyelven
- Lohengrin (1948)
- Attila, il flagello di Dio (Attila) (1954)
- I sogni muoiono all'alba (Hajnalban meghalnak az álmok) (1961)
- Rise of Empires: Ottoman (Az Oszmán Birodalom felemelkedése) (2020-2022)

Romániából magyar nyelven
- Ábel trilógia (1993-97)
- Ördögváltozás Csíkban (1993)

Román nyelven
- Mihai Viteazul 1-2 (Vitéz Mihály) (1970-71)
- Pistruiatul sorozat (1972)
- Nemuritorii (Halhatatlanok) (1974)
- Pe aici nu se trece (1975)
- Pintea (A szegények kapitánya) (1976)
- Buzduganul cu trei peceți 1-2 (1978)
- Ecaterina Teodoriu (1979)
- Ultima noapte de dragoste (1979)
- Muntii in flacari (1980)
- Capcana mercenarilor (Csapda a zsoldosoknak) (1980)
- Horea (1984)
- Noi, cei din linia întîi (1985)
- Dreptatea (1989)
- Noi, cei din linia întîi (1985)
- Începutul adevărului (1993)
- Triunghiul morții (1999)

Cseh-szlovák nyelven
- Jánosik (1936)
- Putování Jana Amose (Comenius élete 1-2) (1980)
- Janosik (1963)
- Do zbrane, kuruci! (Fegyverbe, lázadók!) (1974)
- Tisícročná včela (Az ezeréves méh) (1983)
- Janosik. Prawdziwa historia (Janosik: Egy igaz történet) (2009)

Bolgár nyelven
- Тримата от запаса (1971)
- Зарево над Драва (Hajnal a Dráván) (1974)

Lengyel nyelven
- Janosik (Legendák lovagja) (1974)
- Docteur Semmelweis (1995)
- Janosik. Prawdziwa historia (Janosik: Egy igaz történet) (2009)
- Korona królów (Koronás sas) (2018-)

Holland nyelven
- Semmelweis (1994)

Francia nyelven
- Le baron tzigane (1935)
- Les contes immoraux (Erkölcstelen mesék) (1974)
- Docteur Semmelweis (1995)
- Janosik. Prawdziwa historia (Janosik: Egy igaz történet) (2009)
- The Countess (A grófnő) (2009)

Török nyelven
- Muhteşem Yüzyıl (Szulejmán) (2011-2014)
- Muhteşem Yüzyıl: Kösem (A szultána) (2015-2017)
- Rise of Empires: Ottoman (Az Oszmán Birodalom felemelkedése) (2020-2022)

Spanyol nyelven
- El ángel de Budapest (2011)